# 村上陽介
村上 陽介（むらかみ ようすけ、2002年2月4日 - ）は、東京都出身のプロサッカー選手。Jリーグ・RB大宮アルディージャ所属。ポジションはディフェンダー（DF）。

## 来歴
大宮アルディージャU18在籍中に2019 FIFA U-17ワールドカップにU-17日本代表に選出された。
その後明治大学に進学。2023年3月に大宮アルディージャへの2024年加入が発表された。
2024年3月2日のJ3第2節 FC岐阜戦でJリーグ初出場を果たし、7月13日のカマタマーレ讃岐戦でプロA契約締結条件に達し、プロA契約を締結した。

## 所属クラブ
- FCトッカーノ[3]
- FCトッカーノU-15[3]
- 大宮アルディージャU18
- 明治大学
- 2024年 -  大宮アルディージャ / RB大宮アルディージャ

## 個人成績
| 国内大会個人成績 | 国内大会個人成績 | 国内大会個人成績 | 国内大会個人成績 | 国内大会個人成績 | 国内大会個人成績 | 国内大会個人成績 | 国内大会個人成績 | 国内大会個人成績 | 国内大会個人成績 | 国内大会個人成績 | 国内大会個人成績 |
| 年度             | クラブ           | 背番号           | リーグ           | リーグ戦         | リーグ戦         | リーグ杯         | リーグ杯         | オープン杯       | オープン杯       | 期間通算         | 期間通算         |
| 年度             | クラブ           | 背番号           | リーグ           | 出場             | 得点             | 出場             | 得点             | 出場             | 得点             | 出場             | 得点             |
| 日本             | 日本             | 日本             | 日本             | リーグ戦         | リーグ戦         | リーグ杯         | リーグ杯         | 天皇杯           | 天皇杯           | 期間通算         | 期間通算         |
| ---------------- | ---------------- | ---------------- | ---------------- | ---------------- | ---------------- | ---------------- | ---------------- | ---------------- | ---------------- | ---------------- | ---------------- |
| 2024             | 大宮             | 34               | J3               | 35               | 0                | 1                | 0                | 2                | 0                | 38               | 0                |
| 2025             | 大宮             | 34               | J2               |                  |                  |                  |                  |                  |                  |                  |                  |
| 通算             | 日本             | 日本             | J2               |                  |                  |                  |                  |                  |                  |                  |                  |
| 通算             | 日本             | 日本             | J3               | 35               | 0                | 1                | 0                | 2                | 0                | 38               | 0                |
| 総通算           | 総通算           | 総通算           | 総通算           | 35               | 0                | 1                | 0                | 2                | 0                | 38               | 0                |

出場歴
- Jリーグ初出場：2024年3月2日 J3第2節 FC岐阜戦（NACK5スタジアム大宮）
- Jリーグ初得点：2025年4月13日 J2第9節 ブラウブリッツ秋田戦（ソユースタジアム）

## タイトル

### クラブ
大宮アルディージャ
- J3リーグ：1回（2024年）
- 埼玉県サッカー選手権大会：1回（2024年）

## 代表
- 2019年 - U-17日本代表[2]
- 2020年 - U-18日本代表[3][5]
- 2020年 - U-19日本代表候補[3][5]